# Suljîn, Șepetivka
Suljîn (în ucraineană Сульжин) este un sat în comuna Verbivți din raionul Șepetivka, regiunea Hmelnîțkîi, Ucraina.

## Demografie
Componența lingvistică a localității Suljîn
     Ucraineană (96,11%)
     Rusă (2,72%)
     Alte limbi (0,39%)
Conform recensământului din 2001, majoritatea populației localității Suljîn era vorbitoare de ucraineană (96,11%), existând în minoritate și vorbitori de rusă (2,72%).